# フィオレンツォ・マーニ
フィオレンツォ・マーニ（Fiorenzo Magni、1920年12月7日 - 2012年10月19日）は、イタリア・ヴァイアーノ出身の元自転車競技選手。

## 経歴
自転車競技をスタートさせたのは1936年。1939年には世界自転車選手権のアマ・ロードにも出場した。
1941年にビアンキチームと契約してプロへ転向。
1948年のジロ・デ・イタリアにおいて、エンツォ・チェッキに対してわずか11秒の差ながらも退けて総合優勝を達成。
1949年、ツール・ド・フランス初出場。第10ステージから第15ステージまで総合首位に立った。一方、このツールでは、マーニはジーノ・バルタリとファウスト・コッピの2人のエースを要するイタリアチーム（当時、ツールは国・地域別対抗戦方式を採っていた）とは別チームである、カデット・イタリアチームの一員として参加していたが、第16ステージでバルタリとコッピの2人に完敗し、結局総合6位に終わった。
1950年のツールではイタリアナショナルチームの一員として参加したが、第11ステージにおいて総合首位に躍り出ながらも、同ステージにおいてバルタリが、フランスのジャン・ロビックを転倒させたことに対して、翌、第12ステージにおいて観客の怒号などがイタリアチームに集中的に浴びせられたことが原因で、同ステージ途中でイタリアチーム全員がリタイアを余儀なくされる羽目になった。その後マーニは、ツールでは度々総合ベスト10入りを果たしたものの、総合優勝は一度も果たすことはできなかった。
一方、ジロにおいては、1951年に、リック・バンステーンベルヘンと終盤まで激しく総合首位争いを演じたが、最後はバンステーンベルヘンを下して2度目の制覇。
また1955年には、第20ステージでガストネ・ネンチーニから総合首位を奪い、最後はわずか13秒差ながらも、猛追してきたコッピを退けて3度目の総合優勝を飾った。
また、ロンド・ファン・フラーンデレンでは同レース初の3連覇（1949年～1951年）を果たしたが、2012年現在、マーニ以外に同レース3連覇達成者は一人もいない。
1956年に現役を引退。
引退後はプロ自転車連盟の会長等を歴任した。また、2004年には、カルロ・アツェリオ・チャンピ大統領から、長年に亘る自転車競技への尽力を労う意味で、勲章が授与された。
2012年10月19日死去。91歳没。

## 主な実績
1942年
- ジロ・デル・ピエモンテ 優勝
- 100㎞世界記録

1947年
- トレ・ヴァッリ・ヴァレジーネ 優勝
- ジロ・デ・イタリア  総合9位

1948年
- ジロ・デ・イタリア 総合優勝、区間1勝(第19)
- パリ〜ルーベ 5位

1949年
- ロンド・ファン・フラーンデレン 優勝
- ツール・ド・フランス 総合6位、区間1勝(第10)
- ジロ・ディ・トスカーナ 優勝
- トロフェオ・バラッキ 優勝
- ミラノ〜サンレモ 3位

1950年
- ロンド・ファン・フラーンデレン 優勝
- ツール・ド・フランス 区間1勝(第8)
- ジロ・デ・イタリア  総合6位、区間1勝(第16)
- ボル・ドール 優勝
- トロフェオ・バラッキ 優勝
- パリ〜ルーベ 3位

1951年
- ジロ・デ・イタリア 総合優勝
- ロンド・ファン・フラーンデレン 優勝
- 国内選手権・ロードレース 優勝
- ジロ・デル・ラツィオ 優勝
- ジロ・ディ・ロマーニャ 優勝
- ツール・ド・フランス 総合7位、区間1勝(第18)
- 世界選手権・プロロードレース 2位
- トロフェオ・バラッキ 優勝

1952年
- ローマ〜ナポリ〜ローマ 総合優勝
- ジロ・デ・イタリア 総合2位
- ツール・ド・フランス 総合6位、区間2勝(第6、22)

1953年
- ジロ・デル・ピエモンテ 優勝
- ジロ・デ・イタリア 総合9位、区間3勝(第10、16、21)
- ツール・ド・フランス 区間2勝(第9、22)
- ローマ〜ナポリ〜ローマ 総合優勝
- サッサーリ〜カリアリ 優勝

1954年
- ジロ・ディ・トスカーナ 優勝
- ミラノ〜モデーナ 優勝
- 国内選手権・ロードレース 優勝
- ジロ・デ・イタリア 総合2位

1955年
- ジロ・デ・イタリア 総合優勝、区間1勝(第2)
- ブエルタ・ア・エスパーニャ ポイント賞、区間3勝(第7、13、15)
- ジロ・ディ・ロマーニャ 優勝

1956年
- ジロ・デル・ピエモンテ 優勝
- ジロ・デル・ラツィオ 優勝
- ジロ・デ・イタリア 総合2位